# Bonifatius Becker

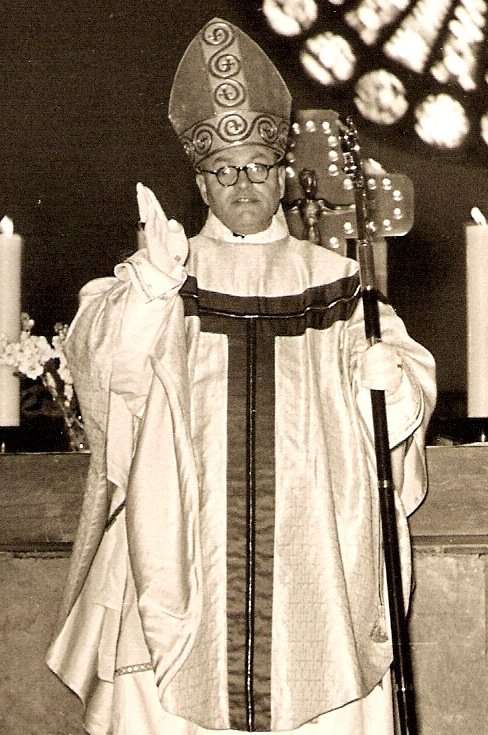
Bonifatius Becker nach der Abtsweihe 1956

Bonifatius Becker OSB (* 31. Oktober 1898 als Josef Becker in Winkels; † 9. Mai 1981 in Kornelimünster) war von 1956 bis 1967 erster residierender Abt der wiedererrichteten Neuen Benediktinerabtei Kornelimünster bei Aachen.

## Leben
Becker wurde 1898 als ältestes von 11 Kindern in Winkels im Westerwald geboren. Er erlernte das Maurerhandwerk und arbeitete im elterlichen Betrieb in Wanne-Eickel, wohin die Familie damals umgezogen war.
Er trat als Spätberufener 1930 in das Kloster Ilbenstadt des Benediktinerordens ein, wo er den Ordensnamen Bonifatius annahm. Nach seiner Profess 1935 empfing er dort am 29. März 1937 die heilige Priesterweihe. Im Mai 1939 wurde er zum Prior der Abtei Kornelimünster ernannt und 1953 nach der Erhebung des Klosters zur Abtei zum Prior-Administrator.
Am 9. März 1956 wurde er zum ersten Abt des Klosters gewählt und am 23. März vom Abt-Provisitator Ildefons Schulte Strathaus aus der Abtei Siegburg in sein Amt eingeführt. Nach der päpstlichen Bestätigung und der am 27. Mai 1956 empfangenen Benediktion in der am 2. Mai 1956 konsekrierten neuen Abteikirche durch den Bischof von Aachen Johannes Pohlschneider bekam er die Pontifikalien. Sein Wahlspruch lautete: In Domino confido. Krankheitsbedingt legte er 1967 sein Amt nieder, verblieb aber bis zu seinem Tod 1981 in der Abtei.